# 紐卡斯爾座堂
紐卡斯爾座堂（英語：Newcastle Cathedral，又稱 ）是英國的一座教堂，位於英格蘭泰恩河畔紐卡斯爾。紐卡斯爾座堂是紐卡斯爾教區的座堂，也是英格蘭教會在英格蘭最北的座堂。紐卡斯爾座堂的尖塔高196.6英尺（59.9），是紐卡斯爾市內第二高的宗教建築和第六高的建築。紐卡斯爾城堡也位於教堂附近。